# .264 Winchester Magnum
.264 Winchester Magnum гвинтівковий пляшокоподібний набій з пояском. Окрім набоїв .244 H&amp;H Magnum та .257 Weatherby Magnum, це найменший калібр набою виготовлений в заводських умовах на базі магнум гільзи з пояском довжиною 72 мм Holland & Holland. Його представили наприкінці 1950-х та на початку 1960-х разом з набоями .338 Winchester Magnum та .458 Winchester Magnum, як одну лінійку набоїв магнум з пояском в короткій гільзі 64 мм розробки компанії Winchester на базі гільзи набою .375 Holland &amp; Holland. Офіційно його представила компанія Winchester в 1959 році. Після багатьох років падіння зацікавленості у набої, в середині 2000-х його популярність почала відроджуватись серед любителів далекобійних гвинтівок та тих хто перезаряджає набої через високий балістичний коефіцієнт важких 6,5 мм куль, а також з ростом популярності таких набоїв як 6.5mm Creedmoor, .260 Remington, 6.5 Grendel та кустарних набоїв 6,5 мм.

## Конструкція та специфікація
Компанія Winchester виробляла вкорочені гільзи Holland & Holland за контрактом для компанії Weatherby, щоб компанія могла використовувати їх у набоях .257 Weatherby Magnum, .270 Weatherby Magnum та 7mm Weatherby Magnum. Гільзи Weatherby були створені на базі набою Winchester .30 Super. Ця нова серія вкорочених гільз Holland & Holland була створена на базі гільзи набою .375 Holland &amp; Holland. Переваги укороченого корпусу були подвійними: набій можна було використовувати в гвинтівках зі стандартною довжиною затвора, наприклад, в гвинтівках під набої .30-06 Springfield та .270 Winchester. Це також було близько до обмежень ефективності тогочасних порохів, враховуючи об'єм гільз. Довша гільза повного розміру .375 H&H, через обмеження тогочасних порохів, не змогла б покращити продуктивність. Схоже це стало причиною використання вкорочених гільз від Weatherby, наприклад порох від DuPont IMR 4350 був найповільнішим при згорянні на той час.
Набій .264 Winchester Magnum був стандартизований SAAMI, який видав рекомендовані специфікації на набій. SAAMI рекомендував ствол з шістьма нарізами з кроком обертання в 9 in (230 мм), з діаметром ствола .256 in (6,5 мм) і діаметром канавок .264 in (6,7 мм) де кожна канавка має ширину 0,090 in (2,3 мм). Рекомендований максимальний тиск набою (п'єзо) становить 64 000 psi (4 400 бар).

## Продуктивність
Набій .264 Winchester Magnum отримав репутацію набою з дуже пласкою траєкторією. Після появи його використали у гвинтівці Winchester Модель 70 Westerner, яка була призначена для стрільби на далекі відстані на Заході США.
Зараз кулі для набою виробляють компанії Remington, Winchester, HSM та DoubleTap Ammunition. Виробники пропонують кулю вагою 9,1 г, яка має швидкість 920 м/с. Деякі виробники пропонують кулі класу Преміум вагою  9,1 г Nosler Partition та 8,1 г Accubond, які мають швидкості 940 м/с та 990 м/с, відповідно, при стрільбі з гвинтівки зі стволом довжиною 610 мм.
Хоча доступні фабричні кулі для набою є досить доступними, ті хто заряджає набої власноруч можуть покращити продуктивність кулями з кращим балістичним коефіцієнтом та більшою вагою. Саме тому набій найкраще підходить для стрільців які бажають зробити власні кулі замість купівлі.

## Прийом публікою
Головними конкурентами в Північній Америці набою .264 Winchester Magnum були різні набої калібру 7мм, наприклад, 7mm Remington Magnum, 7mm Weatherby Magnum, .270 Winchester Short Magnum, .270 Weatherby Magnum, 6.5mm Remington Magnum та .257 Weatherby Magnum, а також європейські набої, такі як 6.5×68mm. Через переповненість ринку популярність набою падає. Зокрема, випуск набою 7mm Remington Magnum в 1962 році, призвів до меншої зацікавленості в набої стрільцями. Траєкторія стрільби набою 7mm Remington Magnum майже такою пласкою, як і набою .264 Winchester Magnum, але через більший діаметр важча куля створювала більше енергії ніж .264 Winchester Magnum. Крім того серед переваг набою 7mm Remington Magnum є широкий вибір куль популярного калібру 7 мм, в той час як набій .264 був чимось дивним у Північній Америці.
Балістично він дуже схожий на набої 6.5×68мм (також помилково відомий як 6.5×68 RWS, 6.5×68 Schüler або 6.5×68 Express Vom Hofe) та 6.5×63 Messner Magnum.
Набій .264 Winchester Magnum є чудовим, потенційно точним набоєм з дуже пласкою траєкторією, який здатен вразити будь-яку дичину в 48 штатах, крім того він є одним з найпотужніших набоїв калібру .264 in (6,7 мм). При використанні куль вагою 140 гр (9,1 г) з дуловою швидкістю 3,100 фут/с (0,945 м/с) набій можна використовувати для полювання на оленів на відстані 460 м, з умови, що мисливець може стріляти на такі далекі відстані.

## Використання
Набій .264 Win. Mag., як і більшість набоїв магнум, сильно зношує ствол на відміну від звичайних набоїв з меншими тиском та швидкістю, особливо при швидкісній стрільбі, через що сталь сильно гріється, а тому швидше відбувається ерозія. Ще вища ерозія відбувається при використанні надкаліберних набоїв великого тиску. Це було особливо актуально в 1950-х — на початку 1960-х років, коли для стволів практично завжди використовували хромомолібденові сталі. Але використання неіржавної сталі в стволах, особливо з кріогенною обробкою, збільшило термін служби стволів при використанні набоїв .264 Win. Mag. та багатьох інших калібрів.
Хоча зараз дуже мало виробників випускають зброю під набій .264 Win. Mag., калібр є популярним серед ентузіастів, які використовують кастомні гвинтівки і ручне заряджання набоїв. В 2018 та 2019 роках компанія Winchester випускала гвинтівку M70 з ковзним затвором під набій .264 Winchester Magnum.
Поява набою Remington 7 mm Magnum в 1962 році майже одразу затьмарила набій .264 Win. Mag., незважаючи навіть на те, що набій 264 Win. Mag. мав таку саму гільзу (діаметр дульця гільзи дозволяв прихильникам ручного заряджання міняти його під будь-яку кулю), він так і не зміг стати таким же популярним як набій трохи більшого калібру.
Той факт, що набій 7 мм Rem. Mag. повністю затьмарив його популярність, можна пояснити кількома причинами, основною серед них є "вигоряння" стволів у порівнянні з набоями Remington. Але більш вірогідним є факт, що мисливці були більш впевнені в тому, що гостроносі кулі набою 7 вагою (.284") вагою від 150 до 175 гран здатні краще вражати велику дичину, у порівнянні з кулями вагою 140 гран набою .264.
Проте компанія Winchester пропонувала набій .264 для стрільби на далекі відстані для полювання на шкідників та оленів, хоча його інколи можна використовувати проти вапіті та лося. Крім того потужний відбій, а також дорогі набої, якими можна стріляти по шкідникам на великій відстані (якщо порівнювати з вармінт набоями такими як .222 Remington та .220 Swift, або .243 Winchester) ще сильніше зменшили популярність. Тому все більше спортсменів обирали більший набій Remington 7 мм, оскільки його вважали більш ефективним для полювання на різну дичину; замість компромісного набою який можна використовувати проти шкідників, білохвостих та чорнохвостих оленів, але був граничним для полювання на велику дичини Північної Америки, за потреби.
У Європі набій .264 Win. Mag. використовували два виробника зброї Джордж Свенсон зі зброярні John Wilkes, Лондон та Девід Ллойд з Нортгемптона, Англія. Ллойд випустив кілька коштовних гвинтівок Ллойд в .264 Win Mag, загалом для спортсменів, які шукали набій, що мав велику швидкість з кулями вагою понад 100 гран.